# ستيفن تاونسند
ستيفن تاونسند هو ضابط في جيش الولايات المتحدة الذي يقود حاليا عملية العزم الصلب، خدم تاونسند مع الفرقة 82 المحمولة جوا، فرقة المشاة السابعة، فوج الحارس 75، القسم 78، قسم الجبل العاشر، قاتل في عملية غضب عاجل، عملية جاست كوس، وعملية ديموقراطية أوبولد مع الفرقة الجبلية العاشرة، خدم في الحرب في أفغانستان، وقيادة فرقة عمل في عملية أناكوندا، أصبح تاونسند قائد الفريق الثالث لواء سترايكر القتالي، مما أدى به في معركة بعقوبة في غزو العراق، أصبح تاونسند قائد الفرقة الجبلية العاشرة في الحرب في أفغانستان، في مايو 2015 أصبح قائد الفيلق المنقول جوا الثامن عشر، وفي أواخر أغسطس 2016 تولى قيادة قوة المهام المشتركة – عملية العزم الصلب.